# Aapo Pihlajamäki

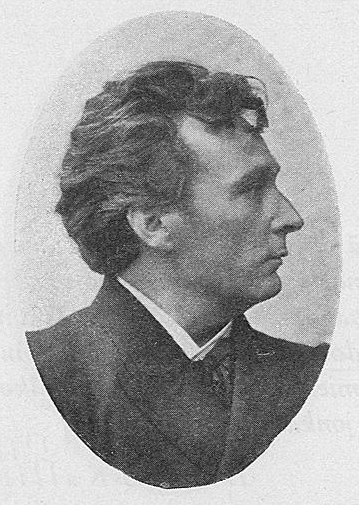
Aapo Pihlajamäki, bild från början av 1930-talet.

Aapo Pihlajamäki, Saastamoinen fram till 1892, född 1 juni 1861 i Kiuruvesi, död 2 december 1956, var en finländsk skådespelare. Han var från 1906 gift med skådespelaren Hilda Pihlajamäki.
Pihlajamäki var son till snickaren Pekka Saastamoinen och Ulrika Tallgren. Han studerade skådespeleri i Berlin 1890 och 1900 samt i Paris 1900. Åren 1887–1897 verkade han som skådespelare vid August Aspegrens teater och verkade som både skådespelare och ledare vid Nya teatern 1897–1899. Han verkade som skådespelare och regissör vid finska landsbygdsteatern 1899–1903 samt som skådespelare vid Kasimir Leinos finländska teater 1903–1904, Finlands nationalteater 1904–1934 samt verkade som regissör vid nationalteatern 1914–1917. Han var ledare för sångarna vid Kuopios bataljon 1884 och innehade samma funktion vid sångkören vid Kuopios nykterhetsrörelse 1885–1887.